# Making History (televisieserie)
Making History is een Amerikaanse komedieserie met Adam Pally, Leighton Meester en Yassir Lester. Op 5 maart 2017 was de serie in Amerika voor het eerst te bekijken. Oorspronkelijk waren er 13 afleveringen gepland maar Fox reduceerde dit naar 9.

## Verhaal
De serie gaat over drie vrienden uit twee verschillende tijdperken die proberen een balans te vinden in de sensatie van tijdreizen met de alledaagse zorgen van hun huidige leven.

## Afleveringen
1. Pilot
2. The shot heard around the world
3. The boyfriend experience
4. Chadwick's angels
5. The Touchables
6. The Godfriender
7. Night cream